# Pekingtuin

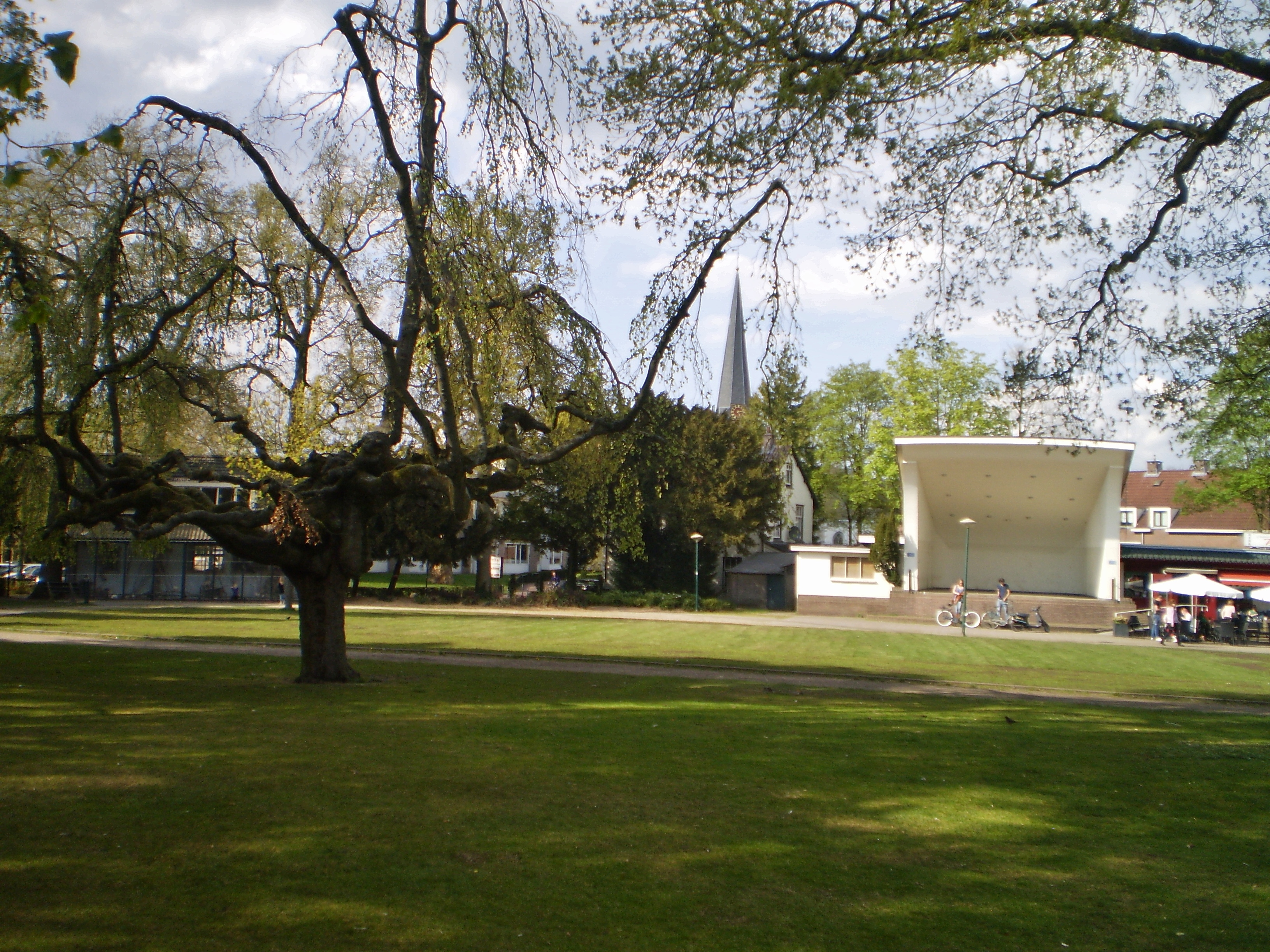
Koepel Pekingtuin

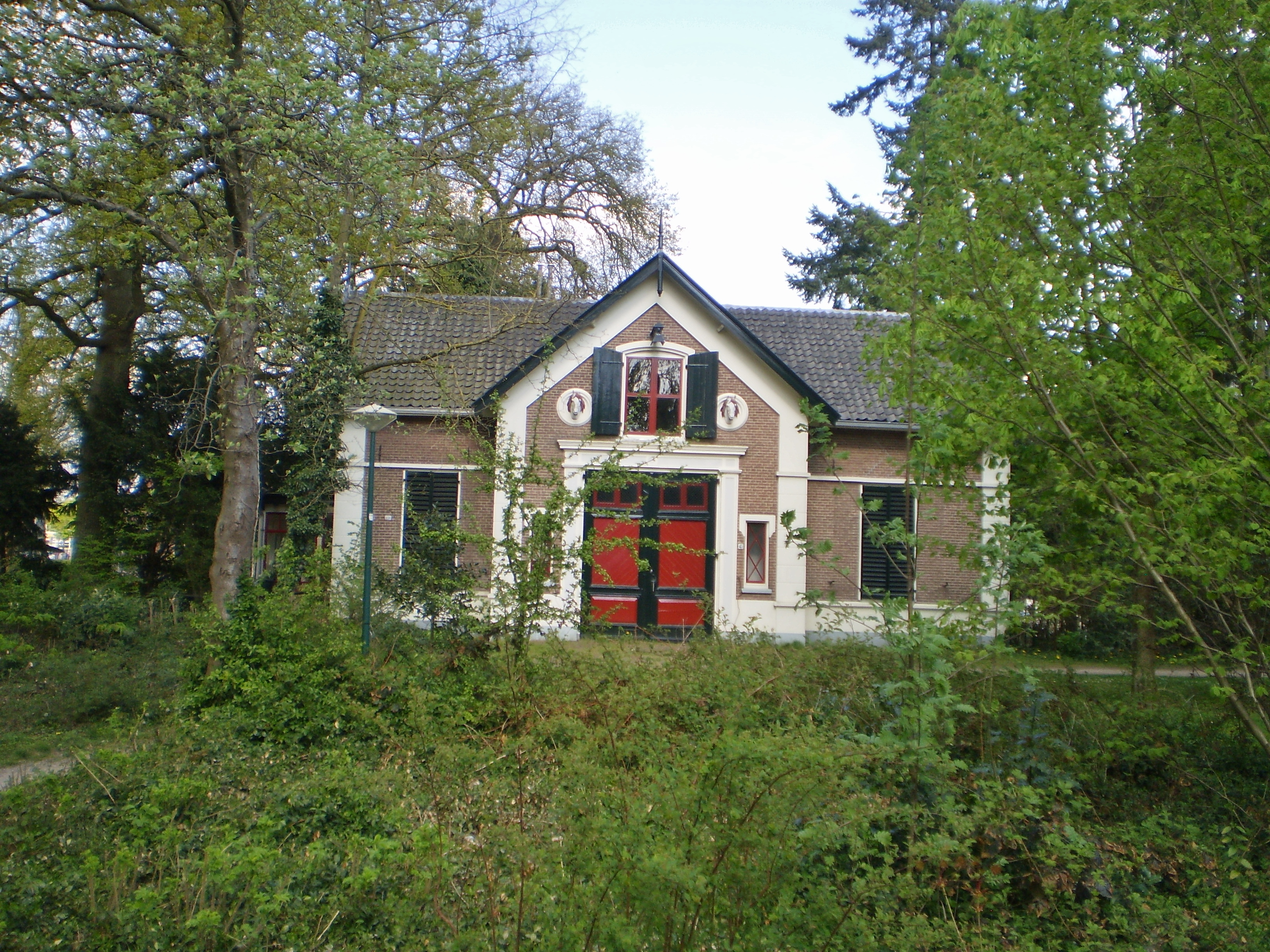
Koetshuis Pekingpark

Pekingpark is een woonwijk in Baarn. De wijk wordt begrensd door de Stationsweg, Torenlaan en de Vondellaan. Straten in de wijk zijn de Vondellaan, Da Costalaan, Bilderdijklaan, De Genestetlaan, Nicolaas Beetslaan, Torenlaan, Kettingweg en een deel van de Javalaan.
Het gebied Pekingpark behoort tot de villaparken. Het is bebouwd waar ooit onder meer de Pekingkom lag. Bij de wijk hoort ook het gebied aan overzijde van de spoorlijn, in de richting van Soest. Het terrein van het Baarnsch Lyceum, van de Waldheim-mavo met sportvelden liggen in een bosachtige omgeving.
Aan de Nicolaas Beetslaan stond tot 1969 de schouwburg Musis Sacrum. Het pand is gesloopt en het binnenterrein is verdeeld onder de omliggende woningen.
In het gebied staat Eethuys-Café “De Generaal”, het vroegere spoorstation van de lijn naar Utrecht van de Nederlandsche Centraal-Spoorweg-Maatschappij.
Onderdeel van de wijk is de Pekingtuin, een openbaar park in Baarn die wordt begrensd door de Stationsweg, Nijverheidstraat, de Bosstraat en de Javalaan.

## Pekingtuin
Villa Peking vormt de beëindiging van de 18e-eeuwse Torenlaan, die oorspronkelijk naar de toren van de Baarnse Pauluskerk liep als zichtas vanaf het buiten De Eult in het Baarnse Bos. Het park bestaat uit een groot gazon met enorme bomen, waaronder veel oude eiken. De Amerikaanse eik in het park is omstreeks 1850 aangeplant en heeft een omtrek van 5,52 meter.
Het park is vrij toegankelijk. Aan de rand van het park staan diverse villa’s en een koetshuis annex woning van rond 1880 (aan de Stationsweg). Er is verder een fontein, een volière, speeltoestellen voor kinderen en een jeu de boulesbaan. In de zomermaanden staat er een poffertjeskraam. Ook staat in het park de koepel uit 1948 die als podium voor muziekuitvoeringen wordt gebruikt.
In de tuin werden het Picknickfestival, het All Together festival en het Cultureel Festival gehouden.

## Historie
De historie van Peking is nauw verbonden met die van landhuis Canton. Peking is in opdracht van Jhr. Mr. B. Ph. De Beaufort gebouwd op de plek van het oude in Chinese stijl gebouwde Peking uit 1791 en eigendom was van de Amsterdamse koopman Reinhard Scherenberg. Hij bezat ook het Chinese landhuis Canton. Beide huizen zijn later vervangen door gelijknamige villa's: Villa Peking en Huize Canton. In 1833 kwamen beide buitenplaatsen in bezit van de latere koning Willem II.
Amaliapark ·
Centrum ·
Componistenwijk ·
Eemdal ·
Noordschil ·
Oosterhei ·
Pekingtuin ·
Prins Hendrikpark ·
Professorenwijk ·
Rode Dorp ·
Schilderswijk ·
Schoonoordpark ·
Staatsliedenwijk ·
Transvaalwijk ·
Tuindorp ·
Wilhelminapark ·
Zandvoort ·
Zeeheldenwijk